# إبراهيم السكران
إبراهيم بن عمر السكران (ولد في 5 ربيع الآخر 1396 هـ الموافق 4 أبريل 1976م) باحث ومُفكِّر إسلامي، مهتمٌ بمنهج الفقه الإسلامي وبالمذاهب العقدية والفكرية، له العديد من المؤلفات والأبحاث والمقالات المنشورة وله عدد من الكتب المطبوعة.

## سيرته
هو أبو عُمر، إبراهيم بن عمر بن إبراهيم السكران المشرفي الوهبي التميمي، درس في جامعة الملك فهد للبترول والمعادن سنة واحدة، ثم تركها متوجهًا إلى كلية الشريعة في جامعة الإمام محمد بن سعود الإسلامية بالرياض وتخرج منها، نال درجة الماجستير في السياسة الشرعيّة من المعهد العالي للقضاء التابع لجامعة الإمام محمد بن سعود الإسلامية بالرياض، ثم توجه إلى بريطانيا ونال درجة الماجستير في القانون التجاري الدولي في جامعة إسكس بمدينة كولشيستر.
ظهر تحوّل إبراهيم السكران إلى الفكر السلفي عام 1428 هـ 2007 م في ورقة فكريّة انتشرَت وقتها إلكترونيًا، عنوانها: مآلات الخِطاب المدني، وقد أثارت هذه الورقة الكثير من المحسوبين على التيار التنويري. يقول السكران عن هذا التحول: «…وأنا أبرأ إلى الله من كل حرف خططته قبل ورقة مآلات الخطاب المدني، وأحذر كل شاب مسلم أن يغتر بمثل هذه المقالات التي كنت فيها ضحية الخطاب المدني المعاصر الذي يغالي في الحضارة والتسامح مع المخالف، وأنصح إخواني الذين لا زالوا مخدوعين بمثل هذه المفاهيم أن يعودوا للقرآن ويسبروا الطريق واضحًا».

## مؤلفاته
له عدة كتب منشورة وغير منشورة، ومطبوعة وغير مطبوعة، مِن المطبوع منها:
1. الطريق إلى القرآن.[4]
2. رقائق القرآن.[5]
3. مسلكيات.[6]
4. الماجريات.
5. مآلات الخطاب المدني.[7]
6. سُلطة الثقافة الغالِبة.[8]
7. التأويل الحداثي للتراث.
8. الأسهم المُختلطة.

كما أجرى السكران العديد من البحوث عن تنظيم الدولة ومن أبرزها «مكتسبات أهل السنة والجماعة» و«منزلة المجاهدين عند تنظيم الدولة» و«قتل الأهل والأقارب عند تنظيم الدولة» و«رسالة إلى المنتسب لتنظيم الدولة».

## المحاكمة والسجن
قبض عليه في يونيو 2016، من قبل أجهزة الأمن السعودية، بسبب معارضته تطوير الكتب المدرسية، وحكم عليه بالسجن خمس سنوات. وأفرج عنه في 30 أبريل عام 2020 بعد قضائه أربع سنوات في السجن. ثم أعادت السلطات السعودية اعتقاله في أواخر يونيو من نفس السنة لأسباب مجهولة ولم يُفرج عنه من وقتها